# Erysipelotrichia
Erysipelotrichia je třída bakterií z kmene Firmicutes. Druhy z této třídy jsou běžné ve střevní mikroflóře (střevním mikrobiomu). Byly izolovány z prasečího hnoje. U myší, které mají jako hlavní složku potravy tuky, tvoří hlavní součást střevního mikrobiomu. Pod tuto třídu se řadí například řád Erysipelotrichales, a druhově erysipelothrix rhusiopathiae nebo erysipelotrhix larvae.